# Polypedilum scirpicola
Polypedilum scirpicola är en tvåvingeart som först beskrevs av Jean-Jacques Kieffer 1921.  Polypedilum scirpicola ingår i släktet Polypedilum och familjen fjädermyggor. Arten är reproducerande i Sverige. Inga underarter finns listade i Catalogue of Life.